# قانون ستوكس

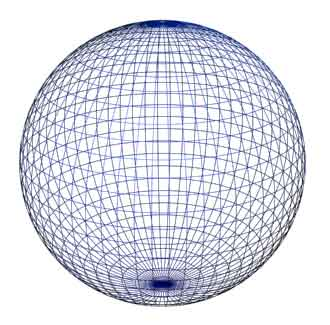

قانون ستوكس تم تسميته على العالم جورج جابرييل ستوكس. ينص على أن «قوة مقاومة المائع لكرة تسقط سقوطاً حراً فيه تتناسب طردياً مع معامل لزوجة هذا المائع، وقطر الكرة وسرعتها الحدية».

وهذا القانون ينطبق فقط علي مدي معين للسرعة، أماإذا زادت عن حد معين فإن قوة مقاومة المائع تصبح متناسبة تناسباً طردياً مع مربع السرعة.
إذا القوة التي تقام على شكل كروي شعاعه {\displaystyle r} هو:
{\displaystyle {\vec {F}}=-6\pi \,\eta \,r\,{\vec {v}}}
أين {\displaystyle \eta } هي اللزوجة الديناميكية للمائع (با/ثانية).

هذا القانون يستعمل لحساب سرعة الترسيب، وأيضا لحساب لزوجة السوائل، وتحليل الجزئيات المعلقة.
{\displaystyle v={\frac {2\,r^{2}\,g\,\Delta (\rho )}{9\,\eta }}}
ويأخذ في الاعتبار:
- {\displaystyle v}, السرعة القصوى للسقوط (بالمتر/ثانية).
- {\displaystyle r}, شعاع الشكل الكروي (بالمتر).
- {\displaystyle g}, قوة جي (بالمتر/ثانية²).
- {\displaystyle \Delta (\rho )=\rho _{p}-\rho _{f}}, الفرق بين الكثافة والجسيمات والمائع (بالكيلوغرام/متر³).
- {\displaystyle \eta }, اللزوجة الديناميكية للمائع (با/ثانية).

## مقالات ذات صلة
- داين
- تصويل
- جريان ستوكس
- فيزياء الكرة النطاطة